# بولینگ (آلاباما)
بولینگ (به انگلیسی: Bolling) یک منطقهٔ مسکونی در ایالات متحده آمریکا است که در آلاباما واقع شده‌است. بولینگ ۹۹٫۹۸ متر بالاتر از سطح دریا واقع شده‌است.